# Catolicisme a Guinea Bissau
L'Església Catòlica a Guinea Bissau és part de l'Església Catòlica universal, sota la direcció espiritual de la Santa Seu a Roma. El 2012 hi havia ha 202.400 catòlics al país que representa l'11,63 % de la població.

## Història
L'evangelització del territori de l'actual Guinea Bissau fou obra dels franciscans. El territori fou subjecte al bisbat de Santiago de Cap Verd, fins que el 1940 en fou separada per formar la missió sui iuris de la Guinea Portuguesa, de la que en sorgiria la posterior diòcesi de Bissau. Pel 1990 el papa Joan Pau II va fer una visita pastoral al país.

## Organització eclesiàstica
El catolicisme és present al territori amb duea diòcesia immediatament subjectes a la Santa Seu:
- Bisbat de Bissau erigit el 1977
- Bisbat de Bafatá, erigit el 2001.

## Estadístiques
L'any 2012 la diòcesi sobre una població de 1.740.000 persones tenia 202.400 batejats sobre una població de 1.740.000, corresponent a l'11,63% del total.

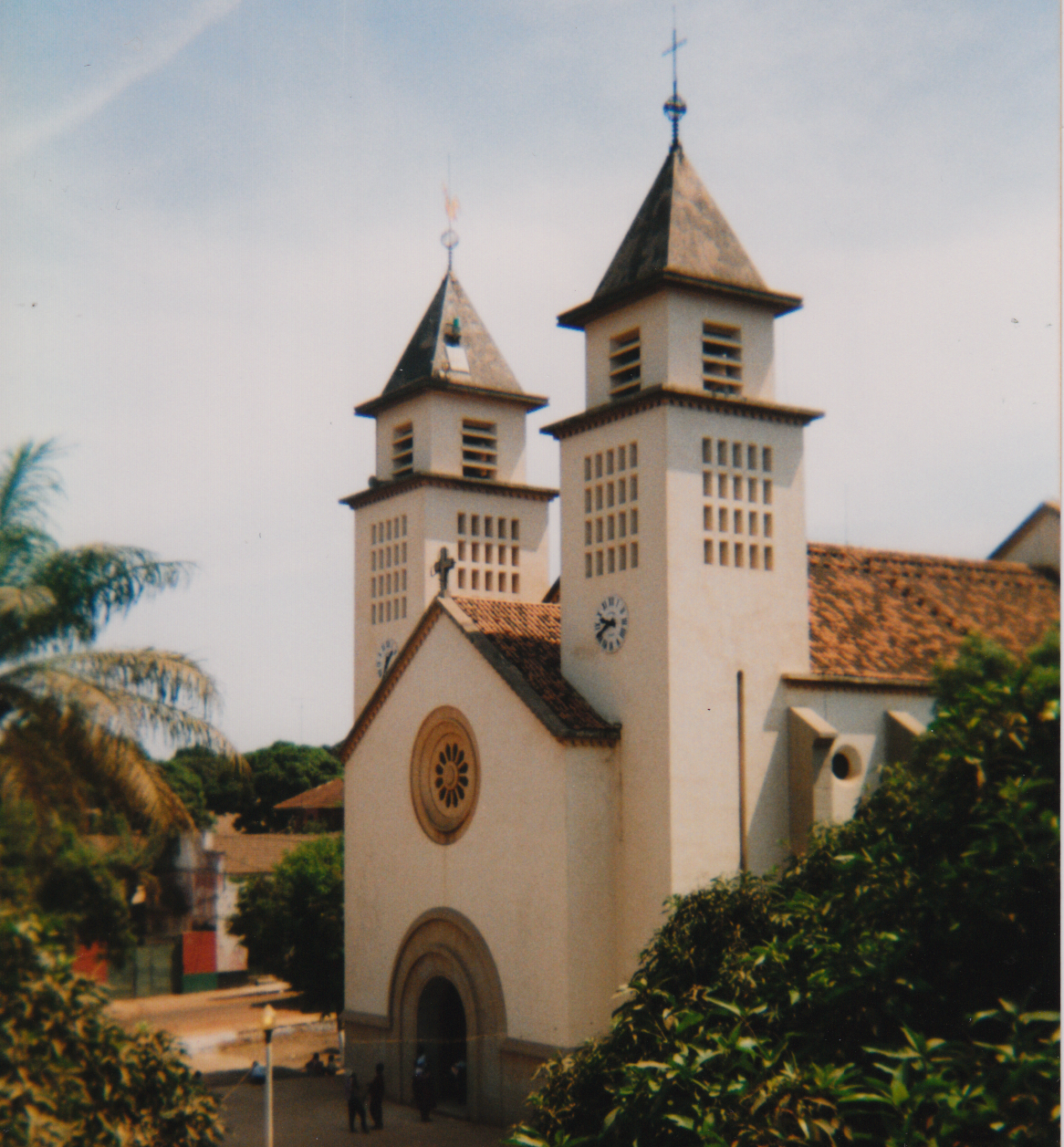
L'església de Candelária a Bissau

| any  | població | població  | població | sacerdots | sacerdots       | sacerdots       | sacerdots             | diàques | religiosos | religiosos | parroquies |
| ---- | -------- | --------- | -------- | --------- | --------------- | --------------- | --------------------- | ------- | ---------- | ---------- | ---------- |
| any  | batejats | total     | %        | total     | clergat secular | clergat regular | batejats por sacerdot | diàques | homes      | dones      |            |
| 2001 | 136.000  | 1.114.000 | 12,2     | 66        | 13              | 53              | 2.060                 | 0       | 64         | 83         | 22         |
| 2002 | 141.600  | 1.572.000 | 9,0      | 78        | 17              | 61              | 1.815                 | 0       | 77         | 135        | 24         |
| 2003 | 151.000  | 1.711.000 | 8,8      | 75        | 18              | 57              | 2.013                 | 0       | 76         | 134        | 29         |
| 2004 | 120.000  | 1.300.000 | 9,2      | 67        | 13              | 54              | 1.791                 | 0       | 78         | 133        | 30         |
| 2006 | 128.000  | 1.356.000 | 9,4      | 77        | 21              | 56              | 1.662                 | 0       | 77         | 134        | 35         |
| 2007 | 128.000  | 1.350.000 | 9,4      | 81        | 20              | 61              | 1.580                 | 1       | 86         | 129        | 33         |
| 2012 | 202.400  | 1.740.000 | 11,6     | 104       | 27              | 77              | 1.946                 | 1       | 98         | 147        | 36         |

## Nunciatura apostòlica
La delegació apostòlica de Guinea Bissau fou instituïda el 30 de desembre de 1974 amb el breu apostòlic Quoniam consulendi de Pau VI. El 12 de juliol de 1986, amb la instauració de relacions diplomàtiques entre la Santa Seu i Guinea Bissau, la delegació apostòlica fou erigida en Nunciatura apostòlica amb el breu Quoniam inter del papa Joan Pau II. La seu del nunci es troba a Dakar, Senegal.

### Delegats apostòlics
- Luigi Barbarito, arquebisbe titular de Fiorentino (5 d'abril de 1975 - 18 de juny de 1978 nomenat pro-nunci apostòlic a Austràlia)
- Luigi Dossena, arquebisbe titular de Carpi (24 d'octubre de 1978 - 30 de desembre de 1985, designat nunci apostòlic al Perú)
- Pablo Puente Buces, arquebisbe titular de Macri (15 de març de 1986 - 12 de juliol de 1986 nomenat pro-nunci apostòlic.

### Pro-nuncis apostòlics
- Pablo Puente Buces, arquebisbe titular de Macri (12 de juliol de 1986 - 31 de juliol de 1989 designat nunci apostòlic al Líban)
- Antonio Maria Vegliò, arquebisbe titular d'Eclano (21 d'octubre de 1989 - desembre de 1994 designat nunci apostòlic)

### Nuncis apostòlics
- Antonio Maria Vegliò, arquebisbe titular d'Eclano (desembre 1994 - 2 d'octubre de 1997 designat nunci apostòlic al Líban i Kuwait i delegat apostòlic a la Península Aràbiga)
- Jean-Paul Aimé Gobel, arquebisbe titular de Calatina in Campania (6 de desembre de 1997 - 31 d'octubre de 2001 designat nunci apostòlic a Nicaragua)
- Giuseppe Pinto, arquebisbe titular d'Anglona (5 de febrer de 2002 - 6 de desembre de 2007 designat nunci apostòlic al Xile)
- Luis Mariano Montemayor, arquebisbe titular d'Illici (19 de juny de 2008 - 22 de juny de 2015 designat nunci apostòlic a la República Democràtica del Congo)

## Conferència episcopal
Cap Verd no té una Conferència episcopal pròpia, sinó que el seu episcopat forma part de la Conférence des Evêques du Sénégal, de la Mauritanie, du Cap-Vert et de Guinée-Bissau.
Aquesta és membre de la Conférence Episcopale Régionale de l'Afrique de l'Ouest Francophone (CERAO) i del Simposi de Conferències Episcopals d'Àfrica i Madagascar (SECAM).
Han estat presidents de la conferència episcopal:
- Hyacinthe Thiandoum, arquebisbe de Dakar (1970 - 1987)
- Théodore-Adrien Sarr, bisbe de Kaolack i arquebisbe de Dakar (1987 - 2005)
- Jean-Noël Diouf, bisbe de Tambacounda (2005 - octubre 2012)
- Benjamin Ndiaye, bisbe de Kaolack, des d'octubre 2012